# Cumella alaskensis
Cumella alaskensis is een zeekommasoort uit de familie van de Nannastacidae. De wetenschappelijke naam van de soort is voor het eerst geldig gepubliceerd in 2009 door Gerken.